# Acacia lasiocalyx
Acacia lasiocalyx é uma espécie de leguminosa do gênero Acacia, pertencente à família Fabaceae.